# Lou Whittaker
Lou Whittaker (10. února 1929 Seattle – 24. března 2024 Ashford) byl americký horolezec.
Jeho dvojčetem byl horolezec Jim Whittaker. S horolezectvím začínal spolu se svým bratrem v rodném státě Washington. Později lezl například také na Aljašce. V roce 1984 vedl první úspěšnou americkou expedici do severního průsmyku nejvyšší hory světa Mount Everest. Více než 250× vystoupil na vrchol Mount Rainier (4392  m n. m.), což je nejvyšší hora státu Washington. V roce 1968 založil firmu Rainier Mountaineering, zabývající se horským vůdcovstvím na Mount Rainier. Spolu s Andreou Gabbard je autorem autobiografické knihy Memoirs of a Mountain Guide. Roku 1989 vedl expedici na třetí nejvyšší horu světa Kančendžengu (šest členů expedice tehdy stálo na vrcholu). V roce 2013 o něm byl natočen dokumentární film A Life in the Mountains: The Legacy of Lou Whittaker. Jeho syn Peter se rovněž věnuje horolezectví.
Zemřel na srdeční selhání ve věku 95 let.